# 斯坦·莱
斯坦·莱（英語：Stan Lay，1906年7月27日—2003年5月12日），新西兰男子田径运动员。他曾代表新西兰参加1930年、1938年和1950年大英帝国运动会田径比赛，获得一枚金牌和一枚银牌。